# 奥村俊一
奥村 俊一（おくむら しゅんいち、1960年8月19日 - ）は、日本の著作家・放送作家・競馬評論家　横浜市出身。

## 来歴
大学卒業後、予備校講師・建設会社の海外駐在員（パリ・ハバロフスク）を経て、企業向け教育研修を行う株式会社日本システム開発を設立。代表取締役に就任。
「客観性の高い人事考課法」や「生産性の高いBPR（＝business  process  reengineering）の構築などを行い、週刊現代（講談社）記者としても十数年にわたり活動した。

## テレビ番組
- NHK総合「平成世の中研究所」
- フジテレビ「スポコン」
- テレビ朝日「トゥナイト」
- あっ！とおどろく放送局 「奥村俊一の競馬新理論★バージョン10」
- TBS 水トク！「X-men」

## 書籍
- バージョン8（1992年、ベストセラーズ）ISBN 4584181357
- 奥村俊一の競馬赤本（1993年、石川書店）
- 奥村俊一のチャート式競馬ランキング（1994年、石川書店）ISBN 4900743011
- バージョン9（1994年、ベストセラーズ）ISBN 4584181756
- 競馬新理論バージョン10〜究極の馬券投資術（2006年、ぶんか社）ISBN 4821109255

## PCソフト
- 「奥村俊一の戦略的競馬予想システム　version8」